# Полхаген
Полхаген (њем. Pollhagen) општина је у њемачкој савезној држави Доња Саксонија. Једно је од 38 општинских средишта округа Шаумбург. Према процјени из 2010. у општини је живјело 1.204 становника. Посједује регионалну шифру (AGS) 3257030.

## Географски и демографски подаци
Полхаген се налази у савезној држави Доња Саксонија у округу Шаумбург. Општина се налази на надморској висини од 50 метара. Површина општине износи 12,9 km². У самом мјесту је, према процјени из 2010. године, живјело 1.204 становника. Просјечна густина становништва износи 94 становника/km².